# شارلوت بالمر
شارلوت بالمر (بالإنجليزية: Charlotte Palmer)‏ (1762 - 1834)؛ روائية بريطانية.